# Grand Ouragan de 1780
Le Grand Ouragan de 1780 est le plus meurtrier des ouragans qui se sont produits dans l'Atlantique Nord. Plus de 22 000 personnes sont mortes lors du passage de l'ouragan sur les Petites Antilles, Porto Rico, Saint-Domingue, et les Bermudes entre le 10 et le 16 octobre 1780. Ceci dépasse en nombre le second dans la liste, soit Mitch en 1998 avec 19 000 morts. Le bilan du Grand Ouragan dépasse même le nombre total de morts rapportés durant certaines décennies depuis son passage.
Les détails sur la trajectoire et la force de cet ouragan ne sont pas connus car la base de données officielle sur les ouragans ne remonte qu'à 1851. Il frappe la Barbade avec des rafales dépassant peut-être les 320 km/h, avant de toucher la Martinique, Sainte-Lucie et Saint-Eustache, tuant des milliers de personnes sur chaque île. En pleine guerre d'indépendance des États-Unis, il cause de lourdes pertes aux flottes britanniques et françaises qui luttent alors pour le contrôle de la zone.
L'ouragan passe ensuite près de Porto Rico et au-dessus de la partie orientale de l'île de Saint-Domingue (l'actuelle République dominicaine). Il cause d'importants dégâts près des côtes. Enfin, il tourne vers le nord-est, avant d'être observé pour la dernière fois le 20 octobre, au sud-est du cap Race à Terre-Neuve. Il y a eu deux autres tempêtes meurtrières sur cet océan le même mois,.

## Évolution météorologique

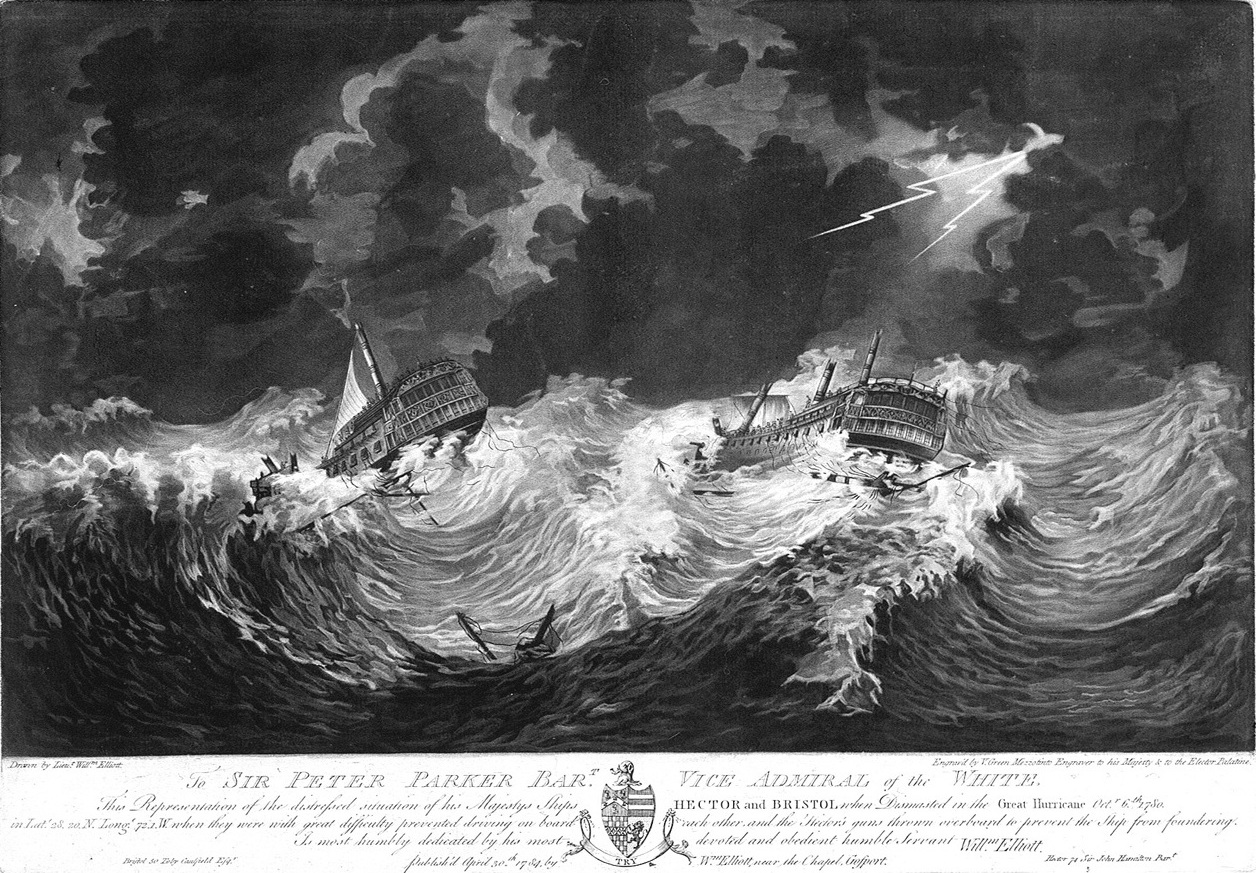
Deux vaisseaux anglais en détresse lors de l'ouragan de 1780.

L'origine exacte de l'ouragan n'est pas connue, bien que des historiens modernes estiment qu'il a commencé à se développer près des îles du Cap-Vert au début du mois d'octobre. Il se renforce et s'élargit tandis qu'il va lentement vers l'ouest, et commence à atteindre la Barbade le soir du 9 octobre. Le lendemain soir, le pire de l'ouragan traverse l'île. Tôt le 11 octobre, l'ouragan vire vers le nord-nord-est, à environ 90 km à l'est de Sainte-Lucie, et la nuit suivante, il s'approche de la Martinique. L'ouragan s'affaiblit ensuite progressivement tandis qu'il atteint le sud-ouest de la Dominique le matin du 12 octobre, et frappe ensuite la Guadeloupe.
L'ouragan tourne ensuite vers l'ouest-nord-ouest, passant à environ 145 km au sud-ouest de Saint-Christophe. Puis il s'approche progressivement de Porto Rico, parallèlement à la côte sud de l'île, s'en approchant le plus le 14 octobre. Il tourne ensuite vers le nord-ouest, frappant l'Isla Mona dans le canal de la Mona, avant d'arriver en vue des côtes d'Hispaniola, au niveau de l'actuelle province de Samaná en République dominicaine. Dans la soirée du 15 octobre, il atteint l'océan Atlantique, et après être passé à environ 260 km à l'est de l'île de Grand Turk, on pense qu'il tourne vers le nord-est. Le 18 octobre, l'ouragan passe à 240 km au sud des Bermudes, et il est observé pour la dernière fois deux jours après à environ 475 km au sud-est du cap Race à Terre-Neuve.
Le 19 octobre, on constate de forts vents et une marée haute au nord-est de la Floride. Un historien moderne pense que le Grand Ouragan serait passé plus près de ces côtes qu'on ne le pensait auparavant. Une étude de Miller et al. (2006) indique que le Grand Ouragan aurait pu toucher le nord de la Floride. Selon une autre hypothèse, ces phénomènes pourraient être dus aux suites d'un autre ouragan qui aurait eu lieu dans la mer des Caraïbes. À cause du manque de données, la trajectoire exacte du Grand Ouragan n'est pas connue.

## Impact
Le Grand Ouragan est resté à proximité de la Barbade pendant environ deux jours, produisant des vents tellement violents et « tellement assourdissants que les gens ne pouvaient pas entendre leur propre voix ». Ces vents ont même décollé l'écorce des arbres avant de tous les abattre sur l'île, phénomène qui n'a jamais été observé au cours des plus forts ouragans des temps modernes. Selon le météorologue Jose Millas, pour que seuls le vent et la pluie puisse provoquer cela, il faudrait des vents soufflant à plus de 320 km/h. L'ouragan a aussi détruit toutes les maisons et tous les forts de la Barbade. Les vagues ont rompu les amarres de la plupart des bateaux qui mouillaient près de l'île et le vent a déplacé de lourds canons sur 30 m. Environ 4 500 personnes sont mortes sur l'île.
À Saint-Vincent, l'ouragan a détruit 584 des 600 maisons de Kingstown. À Grenade, 19 bateaux hollandais font naufrage. À Sainte-Lucie, d'importantes vagues et une forte onde de tempête détruisent la flotte de l'amiral britannique Rodney au port de Castries, où un bateau emporté par le vent détruit l'hôpital de la ville. Toutes les maisons de Castries sont détruites, sauf deux. 6 000 personnes sont tuées sur l'île de Sainte-Lucie.
Une flotte de 40 bateaux français impliqués dans la Guerre d'indépendance des États-Unis chavire des suites du passage de l'ouragan sur la Martinique ; 4 000 soldats se noient. Toujours en Martinique, l'ouragan provoque une onde de tempête de 7,6 m, détruisant toutes les maisons de Saint-Pierre ; 9 000 personnes sont tuées sur l'île. On observe aussi d'importants dommages sur la Dominique, la Guadeloupe, Antigua et Saint-Christophe (où de nombreux bateaux sont jetés sur le rivage), mais on ne sait pas s'il y a eu des tués sur ces îles. Une puissante onde de tempête affecte l'île de Saint-Eustache, tuant entre 4 000 et 5 000 personnes.
D'importants dégâts sont constatés dans le sud du Porto Rico, principalement à Cabo Rojo et à Lajas, ainsi que dans la partie orientale de l'actuelle République dominicaine. Ensuite, l'ouragan fait s'échouer 50 bateaux près des Bermudes. Selon diverses sources, tout au long de son parcours le Grand Ouragan a tué plus de 22 000, certaines donnent même plus de 27 000 personnes, ce qui en fait le plus meurtrier de toute l'histoire des ouragans de l'océan Atlantique,.

## Source
- Site du Centre canadien de prévision d'ouragan consulté le 16 septembre 2008.